# Zingha berenice
Zingha berenice är en fjärilsart som beskrevs av Dru Drury 1782. Zingha berenice ingår i släktet Zingha och familjen praktfjärilar. Inga underarter finns listade i Catalogue of Life.